# Монастырка (Хакасия)
Монастырка — деревня в Алтайском районе Хакасии, расположена в 57 км к юго-востоку от райцентра — села Белый Яр, на реке Енисей.
Расстояние до столицы Республики Хакасия — г. Абакана — 87 км.
Из-за отсутствия в Монастырке рабочих мест, молодые работоспособные жители деревни переехали в другие города и сёла. На 2017 г. количество проживающих в деревне составило — 0 чел.
Год образования — приблизительно 1862.

## Население
| 2002 | 2010 | 2013 |
| ---- | ---- | ---- |
| 48   | ↘23  | ↘21  |

Национальный состав — преимущественно русские (2004).